# Scotturb

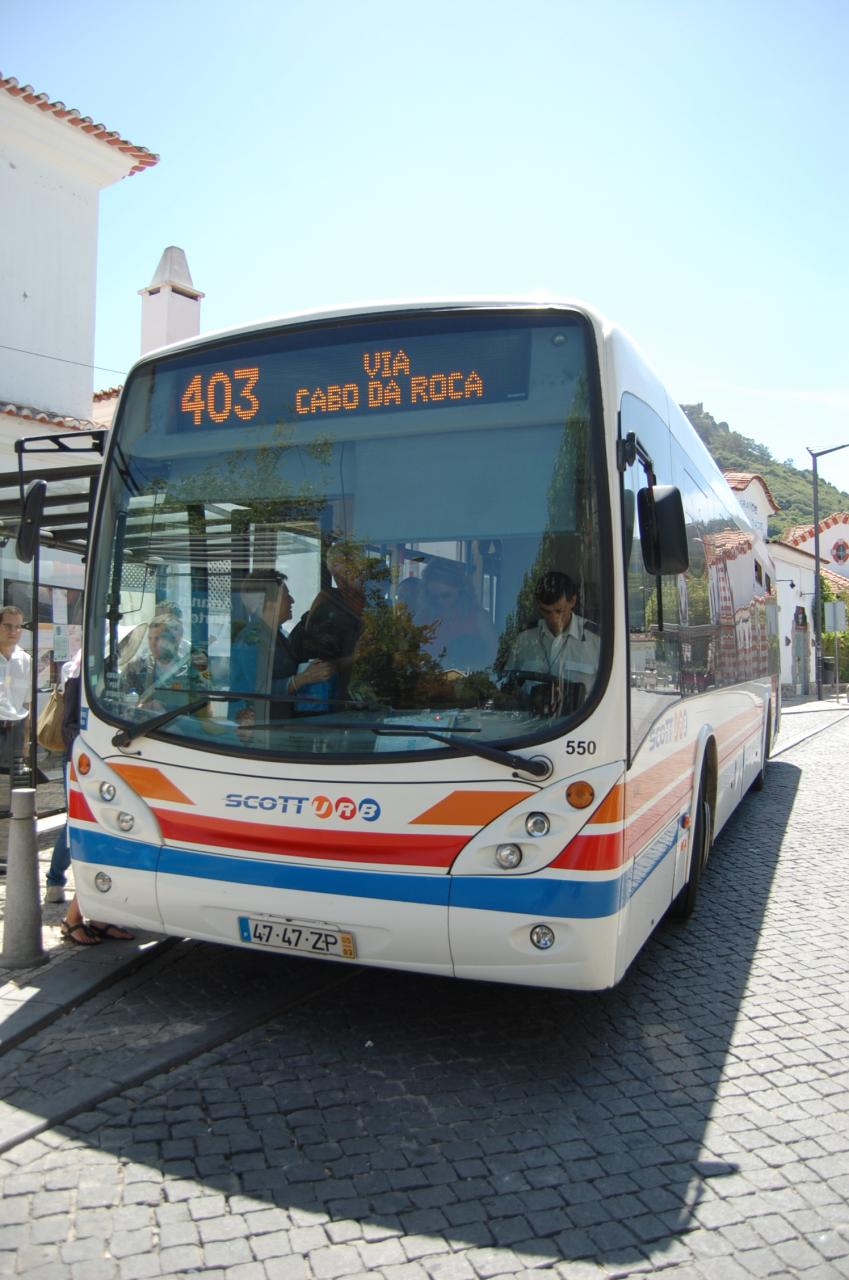
Autobus linea 403 a Sintra

Scotturb (acronimo di Sintra-Cascais-Oeiras Transportes Terrestres Urbanos) è un'impresa di autotrasporto passeggeri del Portogallo con sede in São Domingos de Rana che opera nell'area compresa tra Sintra, Cascais e Oeiras.

## Storia
In seguito alla privatizzazione di Rodoviária de Lisboa, nel maggio del 1995, l'esercizio del trasporto su strada relativo alle aree di Cascais, Sintra e Oeiras venne acquisito da Stagecoach Holdings che, in Portogallo, assunse la denominazione di Stagecoach Portugal.
Nel mese di giugno del 2001 l'impresa venne scorporata e posta in vendita sotto il nome di Scotturb. Nell'agosto del 2004 venne interamente ristrutturata sia nell'organizzazione aziendale sia nelle infrastrutture e posta sotto nuova gestione.
La Scotturb nel secondo decennio degli anni duemila ebbe la gestione della tranvia storica Elétricos de Sintra.
L'offerta di trasporto prevede 52 linee integrate con il trasporto ferroviario nelle stazioni principali; gli autobus, di nuova costruzione, furono acquisiti in compartecipazione con la società Vimeca Trasporti che opera nell'area di Oeiras, Lisbona e Sintra.